# Myxilla
Genre
Myxilla est un genre d'éponges de la famille Myxillidae. Les espèces de ce genre sont marines.

## Liste des sous-genres
Selon World Register of Marine Species (24 mai 2016) :
- sous-genre Myxilla (Burtonanchora) de Laubenfels, 1936
- sous-genre Myxilla (Ectyomyxilla) Hentschel, 1914
- sous-genre Myxilla (Myxilla) Schmidt, 1862
- sous-genre Myxilla (Styloptilon) Cabioch, 1968
- Myxilla funalis (Bowerbank in Jeffreys & Norman, 1875)

## Liste d'espèces
Selon World Register of Marine Species (24 mai 2016) :
- Myxilla acanthotornota Goodwin, Jones, Neely & Brickle, 2011
- Myxilla acribria de Laubenfels, 1942
- Myxilla agennes de Laubenfels, 1930
- Myxilla anchorata (Bergquist & Fromont, 1988)
- Myxilla ancorata (Cabioch, 1968)
- Myxilla araucana Hajdu, Desqueyroux-Faúndez, Carvalho, Lôbo-Hajdu & Willenz, 2013
- Myxilla arenaria Dendy, 1905
- Myxilla asigmata (Topsent, 1901)
- Myxilla asymmetrica Desqueyroux-Faúndez & van Soest, 1996
- Myxilla australis (Topsent, 1901)
- Myxilla barentsi Vosmaer, 1885
- Myxilla basimucronata Burton, 1932
- Myxilla beauchenensis Goodwin, Jones, Neely & Brickle, 2016
- Myxilla behringensis Lambe, 1895
- Myxilla bivalvia Tanita, 1967
- Myxilla caliciformis Sarà, 1978
- Myxilla canepai Schejter, Bertolino, Calcinai, Cerrano & Bremec, 2011
- Myxilla chilensis Thiele, 1905
- Myxilla columna Bergquist & Fromont, 1988
- Myxilla compressa Ridley & Dendy, 1886
- Myxilla crassa (Bowerbank, 1875)
- Myxilla crucifera Wilson, 1925
- Myxilla dendyi Burton, 1959
- Myxilla dentata (Topsent, 1904)
- Myxilla distorta Burton, 1954
- Myxilla diversiancorata Lundbeck, 1905
- Myxilla dracula Desqueyroux-Faúndez & van Soest, 1996
- Myxilla elastica Koltun, 1958
- Myxilla elongata Topsent, 1917
- Myxilla fibrosa Levinsen, 1893
- Myxilla fimbriata (Bowerbank, 1866)
- Myxilla flexitornota Rezvoi, 1925
- Myxilla funalis (Bowerbank in Jeffreys & Norman, 1875)
- Myxilla fusca (Whitelegge, 1906)
- Myxilla gracilis Lévi, 1965
- Myxilla hastata Ridley & Dendy, 1886
- Myxilla hastatispiculata Swartschevsky, 1905
- Myxilla hentscheli Burton, 1929
- Myxilla hiradoensis Hoshino, 1981
- Myxilla incrustans (Johnston, 1842)
- Myxilla inequitornota Burton, 1931
- Myxilla insolens Koltun, 1964
- Myxilla iophonoides Swartschevsky, 1906
- Myxilla iotrochotina (Topsent, 1892)
- Myxilla kerguelensis (Hentschel, 1914)
- Myxilla lacunosa Lambe, 1893
- Myxilla lissostyla Burton, 1938
- Myxilla lobata Hoshino, 1981
- Myxilla macrosigma Boury-Esnault, 1971
- Myxilla mariana Ridley & Dendy, 1886
- Myxilla massa Ridley & Dendy, 1886
- Myxilla methanophila (Maldonado & Young, 1998)
- Myxilla mexicensis Dickinson, 1945
- Myxilla mirabilis (Whitelegge, 1907)
- Myxilla mollis Ridley & Dendy, 1886
- Myxilla mucronata Pulitzer-Finali, 1986
- Myxilla myxilloides Lévi, 1960
- Myxilla nodaspera (Topsent, 1913)
- Myxilla novaezealandiae Dendy, 1924
- Myxilla parasitica Lambe, 1893
- Myxilla pedunculata Lundbeck, 1905
- Myxilla perspinosa Lundbeck, 1905
- Myxilla pistillaris Topsent, 1916
- Myxilla ponceti Goodwin, Brewin & Brickle, 2012
- Myxilla productus Hoshino, 1981
- Myxilla prouhoi (Topsent, 1892)
- Myxilla pumicea (Whitelegge, 1906)
- Myxilla ramosa (Bergquist & Fromont, 1988)
- Myxilla ramosa Kieschnick, 1896
- Myxilla reses (Topsent, 1892)
- Myxilla rosacea (Lieberkühn, 1859)
- Myxilla septentrionalis Fristedt, 1887
- Myxilla setoensis Tanita, 1961
- Myxilla seychellensis Thomas, 1981
- Myxilla sigmatifera (Lévi, 1963)
- Myxilla swartschewskii Burton, 1930
- Myxilla tarifensis Carballo & García-Goméz, 1996
- Myxilla tenuissima Row, 1911
- Myxilla tornotata Brøndsted, 1924
- Myxilla victoriana Dendy, 1896